# Abbaye Saint-Jean de la Castelle
Pour les articles homonymes, voir Abbaye Saint-Jean.
L'ancienne abbaye Saint-Jean de la Castelle, fondée vers 1073, se situe à Duhort-Bachen, dans le département français des Landes. Elle est aujourd'hui un haras.

## Présentation
L'abbaye est fondée non loin du lieu où s'est tenue la bataille de La Castelle quelques années plus tôt.
Autrefois appelée Gratia Dei ou Grace-Dieu, l'abbaye Saint-Jean de la Castelle est à l'origine un couvent bénédictin fondé probablement autour de 1073 sur les bords de l'Adour, non loin de la ville d'Aire-sur-l'Adour. Traditionnellement associé à l'Ordre des Prémontrés, Pierre Vicomte de Bigorre, cofondateur de la Casadei, le reconstruit sur les ruines monastiques dans la vallée aux environs de 1140. On ne sait rien sur les premiers ecclésiastiques qui y habitèrent, aucun document antérieur à 1220 n'ayant été retrouvé.
L'abbaye, appartenant au domaine de Gascogne, souffre beaucoup des guerres de Religion. Les huguenots de Montgomery la dévastent en 1568 et 1570, assassinant les religieuses et brûlant la bibliothèque et les archives.
Après un incendie en 1728, un nouveau monastère est bâti entre 1740 et 1760 dans lequel est accueilli le noviciat du domaine. En 1766, on compte seize clercs dans le monastère et quatorze dans la paroisse. En 1789, les dix clercs encore présents en raison des troubles liés à la Révolution française. En 1792, le grand orgue est transféré à l'église de la Madeleine de Mont-de-Marsan. Le bâtiment devient un château ; les bâtiments étant restés intacts, l'espoir de rétablir les religieux demeure. Cependant en 1832, la chapelle ainsi que le cloître sont détruits. Le château est alors reconverti en haras. Le portail d'entrée est démonté et transporté en 1839 au château d'Amou où il est remonté.

## Galerie

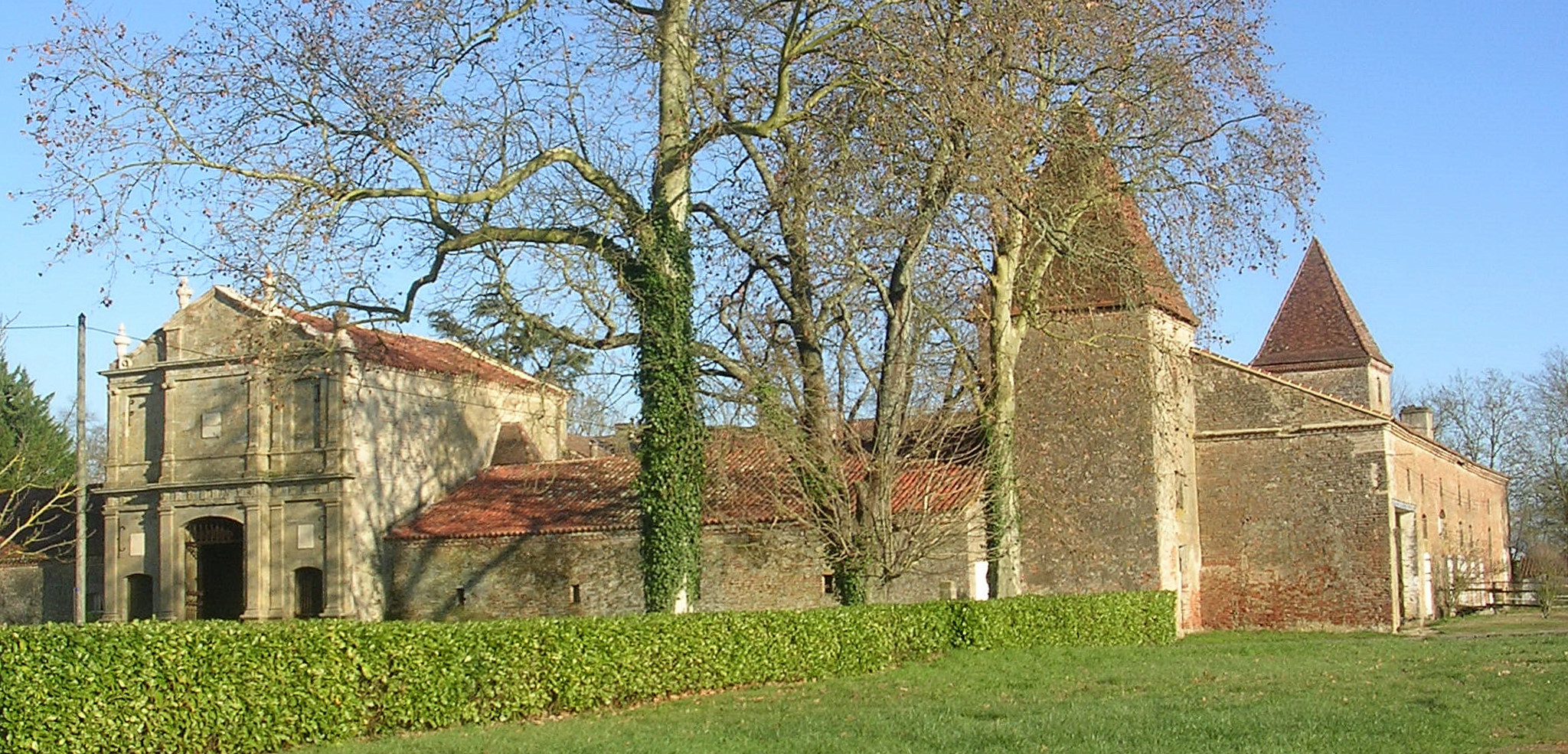

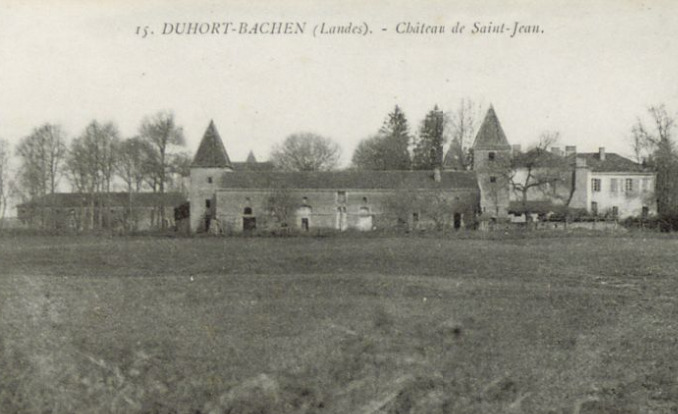
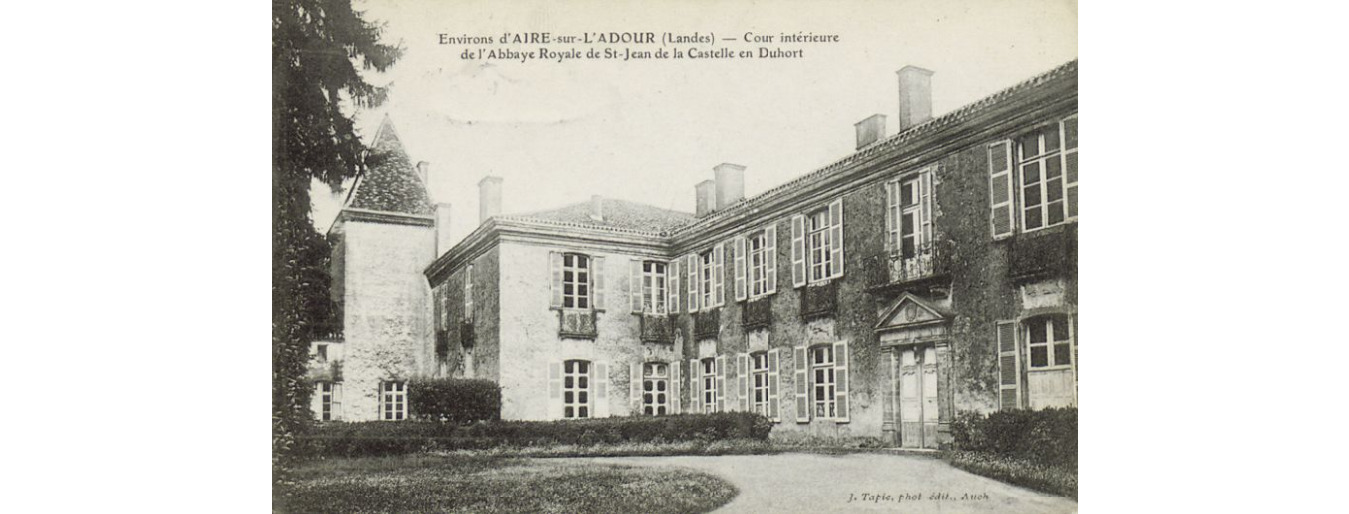

Vue contemporaine
Anciennes cartes postales

### Articles liés
- Liste des abbayes et monastères
- Liste des églises des Landes